# Новотелегино
Новотелегино — деревня в Таврическом районе Омской области. Входит в состав Ленинского сельского поселения.

## История
Основана в 1923 году. В 1928 году поселок Ново-Телегинский состоял из 37 хозяйств, основное население — русские. В составе Ново-Селецкого сельсовета Тавричесского района Омского округа Сибирского края.

## Население
| 1926 | 2010 |
| ---- | ---- |
| 172  | ↘160 |